# Duplication de caractères Unicode
Unicode permet une duplication de certains caractères de façon à permettre la conversion des anciens codages vers l'Unicode sans perte d'information. Ces caractères sont parfois affichés de manière identique, mais peuvent l'être avec une taille ou un style différent, de manière à satisfaire les attentes des anciens systèmes.

## Codes CJC (en anglais CJK) en pleine largeur
En encodage CJC traditionnel les caractères prennent en général soit un seul octet (demi-largeur) soit deux (pleine largeur). Les caractères qui ne prennent qu'un seul octet étaient généralement affichés à la moitié de la largeur de ceux qui étaient codés sur deux octets. Certains caractères, par exemple ceux de l'alphabet latin étaient disponibles à la fois en demi et pleine largeur. Comme les versions en pleine largeur étaient plus fréquemment utilisées, elles ont généralement été affectées aux codes standards de ces caractères. Pour conserver la distinction entre demi et pleine largeur, une section séparée était donc nécessaire pour les versions en pleine largeur.

## Grec
Beaucoup de lettres grecques sont utilisées comme symboles techniques. Toutes les lettres grecques sont encodées dans la section grecque d'Unicode mais beaucoup sont encodées une seconde fois sous le nom du symbole technique qu'elles représentent. Parmi ces lettres, on peut citer le symbole micro qui se situe dans la plage ISO/CEI 8859-1, et beaucoup d'autres qui sont dans la plage des symboles lettrés (letterlike). La position du symbole micro (U+00B5, µ) est clairement héritée du codage ISO/CEI 8859-1, mais l'origine des autres est moins claire..

## Numération romaine
Unicode possède certains caractères spécifiquement conçus pour la numération romaine, dans la plage des formes numérales entre U+2160 et U+2183. Par exemple, MCMLXXXVIII pourrait alternativement être écrit comme 
ⅯⅭⅯⅬⅩⅩⅩⅧ. Cette plage inclut à la fois les nombres en bas et haut de casse, ainsi que les glyphes pré-combinés pour les nombres jusqu'à 12 (Ⅻ (en 1 caractère) ou ⅩⅠⅠ (en 3 caractères). Ces derniers sont essentiellement destinés aux fabricants d'horloges, pour compatibilité avec les encodages autres qu'ouest-européens. Les glyphes pré-combinés devraient uniquement être utilisés que pour représenter les nombres individuels où l'utilisation d'une combinaison de glyphes indépendants n'est pas voulue, et pas pour remplacer les nombres composés. De façon similaire, des glyphes pré-combinés pour 5000 et 10000 existent.